# Spółgłoska środkowojęzykowa
Spółgłoska środkowojęzykowa, spółgłoska średniojęzykowa – spółgłoska artykułowana poprzez zbliżenie środkowej części języka do podniebienia (łac. palatum). W ten sposób wymawia się polskie /ś/, /ź/, /ć/, /dź/ i /j/. 
Spółgłoski średniojęzykowe dzieli się na podniebienne i przedniopodniebienne. Są one zawsze miękkie, ponieważ uniesienie środkowej części języka jest istotą miękkości.
W języku polskim często wymieniają się ze spółgłoskami przedniojęzykowo-zębowymi, na przykład kot:kocie, lód:lodzie, masa:masie, gaz:gazie.